# V2944 Ophiuchi
Nova Ophiuchi 2015 No. 1
Nova
V2944 Ophiuchi (en abrégé V2944 Oph) est une étoile variable de la constellation d'Ophiuchus qui a explosé en une nova, connue sous le nom Nova Ophiuchi 2015 No. 1 (en abrégé Nova Oph 2015 No. 1), en 2015.